# Plagiorhynchus genitopapillatus
Plagiorhynchus genitopapillatus är en hakmaskart som först beskrevs av Lundstroem 1942.  Plagiorhynchus genitopapillatus ingår i släktet Plagiorhynchus och familjen Plagiorhynchidae. Inga underarter finns listade i Catalogue of Life.